# Бенедетто Варкі

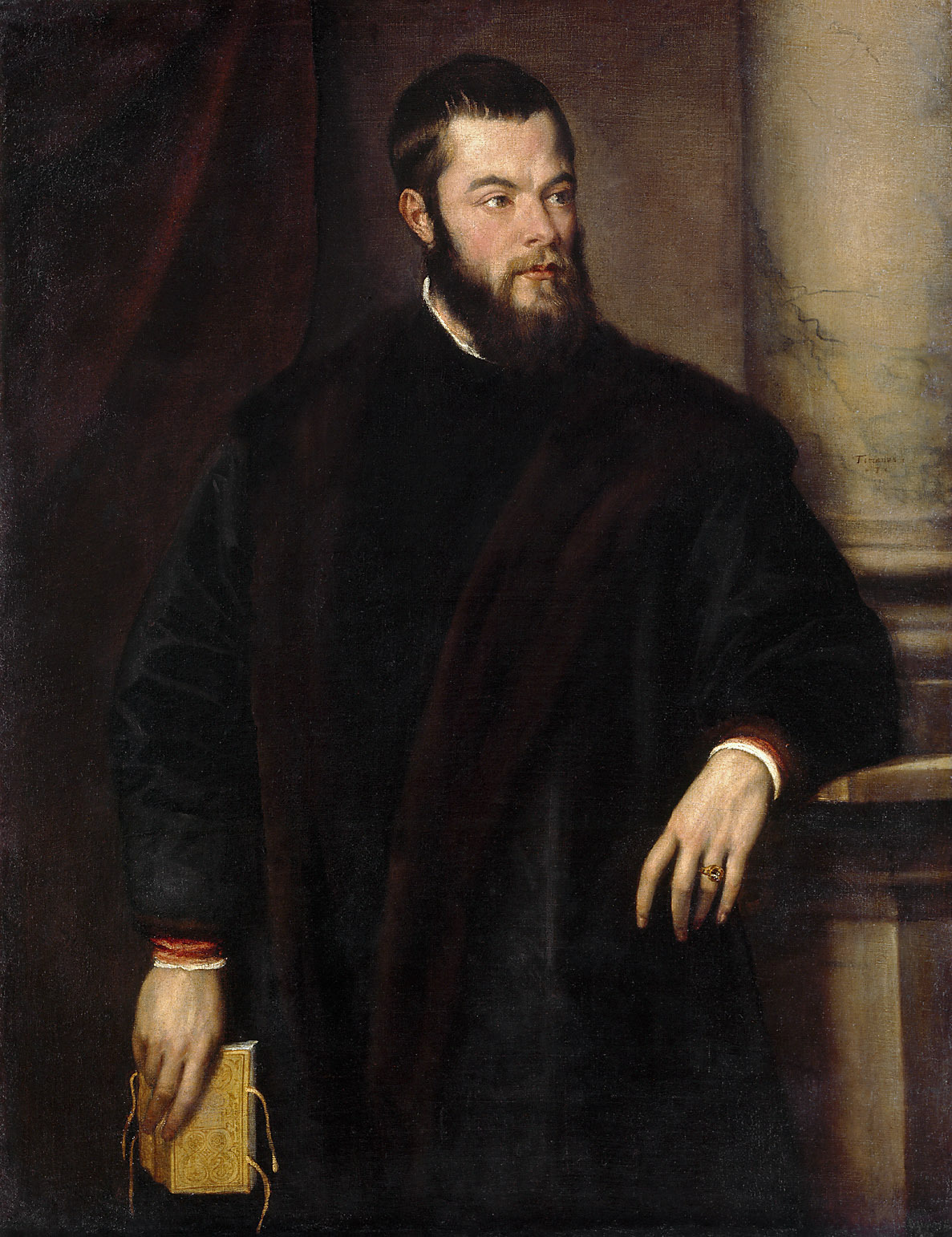
«Бенедетто Варкі». Тіціан

Бенедетто Варкі (італ. Benedetto Varchi; італійська вимова: [beneˈdetto ˈvarki] ; 1502/1503 – 1565) — італійський гуманіст, історик і поет.

## Біографія
Народився у Флоренції в сім'ї, яка походила з Монтеваркі, він часто відвідував неоплатонічну академію, яку Бернардо Ручеллаї (італ. Bernardo Rucellai) організував у своєму саду, «Орті Орічелларі» (італ. Orti Oricellari); там, попри те, що Ручеллаї був одружений зі старшою сестрою Лоренцо Медічі, республіканські ідеали поширювалися в контексті відродженої класичної культури, що завершилося змовою 1513 року з метою підірвати правління Медічі у Флоренції. Варкі навчався на нотаріуса у Пізі.
Повернувшись до Флоренції, він воював на стороні тимчасово відродженої Флорентійської республіки під час облоги прихильниками Медічі та імперіалістами в 1530 році, і був висланий після капітуляції міста; перебував у Падуї (1537), де був протеже емігранта П'єтро Строцці, і в Болоньї (1540). У 1536 році він взяв участь у невдалому поході Строцці проти панування Медічі, але через сім років його покликав назад до Флоренції Козімо I, який дав йому пенсію та доручив написати історію міста. Його «Історія флорентійська» (італ. Storia fiorentina) у 16 томах охоплює період з 1527 по 1538 роки, але вона була настільки відвертою, що її вперше опублікували у Флоренції лише 1721 року. Варкі також написав низку п'єс, віршів, діалогів і перекладів з класики.
З поверненням до патронажу Медічі він став членом Флорентійської академії, займаючись дослідженнями лінгвістики, літературної критики, естетики та філософії, а також став гуманістом епохи Відродження в ботаніці та алхімії. У його трактаті L'Hercolano, у формі діалогу між письменником і conte Ercolano, обговорювався тосканський діалект, яким розмовляли у Флоренції, вульгарною латиною, а не класичною, що було нововведенням у лінгвістичних роботах; його опублікували посмертно, в 1570 році. Написав комедію «Теща» (італ. La Suocera).
Під кінець життя він пережив духовну кризу і прийняв сан.
У «Піснях» Езри Паунда він згадується зі схваленням (Пісня V) за його чесність як історика, який не намагався заповнити прогалини в історичних записах лише для того, щоб зробити їх акуратними. Швидше, він був готовий визнати, що він не знав або що мотиви або події навколо конкретного інциденту не можуть бути абсолютно визначені. Як приклад чесності Варкі Паунд наводить його розслідування — для своєї історії Флоренції — вбивства Алессандро Медічі. Варкі зізнався, що після всіх його спроб розкрити факти він не міг визначитися з мотивами вбивці Алессандро (Лоренціно Медічі, двоюрідний брат Алессандро).

## Гомосексуальність
Свого часу Варкі був відомий своїми сонетами для молодих хлопців. Хоча його почуття не завжди були взаємним, і, незважаючи на його обурення чоловіками, які займаються «брудним коханням», його критикували сучасники за прихильність до молодих хлопців. Один критик висміяв його в сатирі: «О батько Варкі, новий Сократе …з розкритими руками і спущеними штанями, ось як ваш Бембо чекає на вас на Єлисейських полях». Інший коментував його спадок: «Але оскільки він завжди був схильний любити хлопчика … він значно знизив репутацію, яка була б по праву належною». У 1545 році Варкі заарештували і засудили за педерастію, і врешті його помилував Козімо Медічі через заступництво його численних друзів.

## Виноски
1. 1 2 3  Bibliothèque nationale de France BNF: платформа відкритих даних — 2011.
2. 1 2  BeWeB
3. ↑  Deutsche Nationalbibliothek Record #118643096 // Gemeinsame Normdatei — 2012—2016.
4. 1 2  RKDartists
5. ↑  Varchi, Benedetto. 1911 Encyclopædia Britannica. Т. Volume 27. 1911. Процитовано 16 жовтня 2022. {{cite news}}: |volume= має зайвий текст (довідка)
6. ↑  Ercolano, dialogo nel qual si ragiona generalmente delle lingue e in particolare della fiorentina e della toscana, Giunti, Firenze 1570.
7. ↑  Homosexuality & Civilization, Louis Crompton, pages 277-8
8. ↑  Encyclopedia of Italian literary studies By Gaetana Marrone, Paolo Puppa, Luca Somigli; p.1949

## Для подальшого читання
- Due lezioni
- Il discorso della bellezza e della grazia
- іней